# Чек-лист. Как избежать глупых ошибок, ведущих к фатальным последствиям
Чек-лист. Как избежать глупых ошибок, ведущих к фатальным последствиям (англ. The Checklist  Manifesto How To Get Things Right)  ― научно-популярная книга  американского хирурга, журналиста и писателя Атула Гаванде. Книга впервые вышла в свет в 2010 году в США. Вошла в список нон-фикшн бестселлеров The New York Times 2010 года.
В России книга была переведена на русский язык и опубликована в 2014 году издательством «Альпина Паблишер».

## Предыстория
Атул Гаванде сказал в интервью, что решил написать книгу «Чек-лист» после того, как прочитал в газете  историю о маленьком ребёнке, который упал в холодный пруд, и врач, который спас ему жизнь, во время реанимационных действий во многом полагался на чек-листы
.

## Содержание
Наш современный мир становится все сложнее, соответственно, и информации в нём становится все больше и больше. Поэтому каждый работник должен держать под контролем множество задач. Однако человеческая память несовершенна, поэтому даже профессионалы высочайшего класса, перегруженные работой, допускают ошибки, которые оборачиваются катастрофическими проблемами.
Атул Гаванде предлагает решить проблему забывчивости с помощью простейшего, но эффективного способа ― составления чек-листов . Проще говоря, это контрольные списки необходимых действий, с которым в процессе работы должен сверяться весь коллектив сотрудников. Чек-листы можно применять практически везде: с их помощью американские больницы улучшили статистику выздоровлений пациентов, строительные компании смогли повысить качество вводимых в эксплуатацию зданий, а пилоты ― снизить количество аварий.
Таким образом, чек-листы становятся неотъемлемой частью деловых процессов компаний и организаций по всему миру.
Автор объясняет, как правильно составлять и использовать чек-листы в разных областях деятельности, чтобы быстро и эффективно справляться со сложными задачами.
В книге автор даёт рекомендации, как правильно составлять чек-листы. Также он приводит массу подтверждений эффективности методики чек-листов во всем мире.

## Отзывы
Журналист и писатель, автор всемирных бестселлеров Малкольм Гладуэлл так сказал о книге:

Впервые за много лет мне посчастливилось прочесть книгу, обладающую таким воздействием и располагающую к собственным размышлениям. Гаванде — прекрасный автор и потрясающий рассказчик. Поставленные в этом труде цели очень благородны.
Профессор Первого МГМУ имени И. М. Сеченова, выпускник Гарвардской школы здравоохранения Сергей Морозов:

Чек-лист манифест (так смело и даже вызывающе озаглавлено англоязычное издание) Атула Гаванде — это книга, читающаяся на одном дыхании и рассказывающая просто об очень важном. Человеку свойственно ошибаться, и автор предлагает системный подход к решению проблем и минимизации ошибок в любых областях человеческой деятельности. Хорошо известно, что большинство ошибок, совершаемых профессионалами, связано с нарушением коммуникации. Манифест доктора Гаванде предлагает простое решение комплексных проблем современного менеджмента, в частности развивая концепцию «Шесть сигм» и принципов взаимодействия внутри коллектива. Необходимо отметить, что Атул обладает многолетним опытом практической медицины, которым он щедро делится с читателями в виде множества рассказов, иллюстрирующих типичные проблемы и их решения. По аналогии вспоминаются интереснейшие произведения А. Чехова или М. Булгакова, посвященные клинической практике. Однако Атул использует медицинский опыт в качестве основы для представления концепции «чек-листа», позволяющего уменьшить количество фатальных ошибок. Особенно важной мне представляется следующая цитата: «В медицине мы слишком увлечены приобретением самых лучших составляющих — лекарств, аппаратуры, специалистов, но почти не обращаем внимания на то, как создать из них хорошо функционирующую систему». Знакомая ситуация — не правда ли? Мастерски написанная врачом, ученым, преподавателем, эта книга окажется очень интересной и для медицинского сообщества, и для управленцев, и для широкого круга читателей.— 